# Túnel de Plaza Cataluña
El túnel de Plaza Cataluña (Túnel de Plaça Catalunya en catalán) es un túnel urbano de ferrocarril que atraviesa la ciudad de Barcelona. Durante años la estación de Plaza de Cataluña fue terminal de los trenes procedentes de Vic/Pugicerdà y de Manresa, hasta que en 1972 se inauguró la conexión con la  Estación de Barcelona Sants

## Recorrido
El actual túnel conecta la estación de Sants con la estación de Clot-Aragón por un lado, y con la estación de San Andrés Arenal por el otro, siendo un túnel en forma de Y, con las siguientes estaciones: 
Dirección Clot-Aragón: 
- Barcelona - Sants
- Barcelona - Plaza de Cataluña
- Barcelona - Arco de Triunfo
- Barcelona - Clot-Aragón

Dirección San Andrés Arenal:
- Barcelona - Sants
- Barcelona - Plaza de Cataluña
- Barcelona - Arco de Triunfo
- Barcelona - Sagrera-Meridiana
- Barcelona - San Andrés Arenal

En paralelo existe el túnel de Paseo de Gràcia entre Sants y Clot - Aragón, donde ambos se conectan. 
En 2013 fue inaugurado el Túnel de alta velocidad Barcelona Sants-La Sagrera, que también va en paralelo al túnel de Plaza Cataluña, pero destinado exclusivamente a las Trenes de Alta Velocidad, donde ambos estarán conectados (a diferente nivel) en cuanto se inaugure la Estación de Barcelona-La Sagrera.

### Circulaciones
En el túnel de Paseo de Gracia circulan diaramente 470 trenes compuestos por:
- Cercanías
  - Líneas R1 (hace el tramo Sants - Clot/Aragón)
  - Línea R3 (tramo Sants - San Andrés Arenal)
  - Línea R4 (tramo Sants - San Andrés Arenal)
- Regionales
  - Línea R12 (tramo Sants - San Andrés Arenal)

### Curiosidades
- Los trenes que se dirigen a San Andrés Arenal (Líneas R3, R4 y R12) utilizan el llamado salto de carnero en la no-inaugurada estación de "Bifurcación Vilanova" para no cizallar las vías con los trenes que se dirigen hacia Clot - Aragón (Línea R1), eso permite que no haya demasiadas incidencias en el túnel de Plaza Cataluña, a diferencia del túnel de Paseo de Gracia. Y si existen incidencias, es debido al escaso número de vías de apartado en todo el trazado. Eso se corregirá con las futuras obras del 4+4[3] de Barcelona Sants.
- En el año 2011 fue recortada la Línea R7 que hacía el recorrido L'Hospitalet de Llobregat-Cerdanyola Universitat-Martorell, por lo que dejaron de circular por este túnel. En su lugar se aumentaron las frecuencias de las otras 3 líneas existentes.

## Futuro
Con la futura inauguración de la Estación de Barcelona-La Sagrera, las circulaciones en el túnel de Plaza Cataluña se reducirán debido a que habrá una reorganización de líneas para compensar el número de circulaciones en comparación al túnel de Paseo de Gracia. También las obras del 4+4 de Sants y la nueva estación de La Sagrera permitirá aumentar la cantidad de estaciones con vía de apartado, evitando gran cantidad de incidencias.
También cuando se termine la futura estación de La Sagrera una parte de este túnel se consideraría "extendido" ya que se soterrará el tramo entre Clot y el barrio de La Mina de San Adrián.